# Histoire ancienne de l'Afrique du Nord
L'Histoire ancienne de l'Afrique du Nord est l'œuvre majeure, quoique inachevée, de l'historien français Stéphane Gsell. Conçue primitivement pour se terminer au moment des invasions vandales, l'œuvre commence à la Préhistoire et s'achève au tome VIII en l'an 40 apr. J.-C.. 

## Structure de l'œuvre
- Tome I : Les conditions du développement historique - Les temps primitifs, 1913 [Lire en ligne : 1ère edition] [4ème édition] ;
- Tome II : L'État carthaginois, 1918 [Lire en ligne : 3ème édition] ;
- Tome III : Histoire militaire de Carthage, 1918 [Lire en ligne : 3ème édition] ;
- Tome IV : La civilisation carthaginoise, 1920 [Lire en ligne : 2ème édition] ;
- Tome V : Les royaumes indigènes : Organisation sociale, politique et économique, 1927 [Lire en ligne : 1ère edition] ;
- Tome VI : Les royaumes indigènes : Vie matérielle, intellectuelle et morale, 1927 [Lire en ligne : 1ère edition] ;
- Tome VII : La République romaine et les rois indigènes, 1928 [Lire en ligne : 1ère edition] ;
- Tome VIII : Jules César et l'Afrique - La fin des royaumes indigènes, 1928 [Lire en ligne : 1ère edition] .

## Pérennité
Stéphane Gsell est le premier à avoir traité des relations de Carthage et des royaumes numide et de Maurétanie. En outre, alors que les travaux historiques de l'époque portant sur le continent africain étaient fortemment marqués par le colonialisme et parfois le racialisme, Stéphane Gsell n'a pas eu tendance à transposer histoire antique et histoire contemporaine, offrant une histoire de l'Afrique antique particulièrement objective pour son époque de publication.
Même si certains de ses développements sont caducs du fait des découvertes archéologiques ou épigraphiques, comme en témoigne son interprétation de la muraille numide de Dougga désormais considérée comme tardive, l'étendue de son érudition et l'objectivité de son travail en fait une base encore nécessaire pour tout travail portant sur l'Afrique antique.